# Ujir Singh Thapa
Pour les articles homonymes, voir Singh et Thapa (homonymie).
Ujir Singh Thapa (népalais : उजीर सिंह थापा), également appelé Wazir Simha Thapa, est un commandant du Front de Palpa durant la guerre anglo-népalaise, né en Chaitra 1752 (Bikram Samvat) et mort le 20 Mangsir (en) 1881 (B.S.) à Aryaghat (Katmandou).

## Biographie
Ujir naît le Chaitra Shukla Pratipada Tithi (en) de l'an 1752 du Bikram Samvat. Il est le fils du Kaji Nain Singh Thapa (en) et le petit-fils du Sanu Amar Singh Thapa (en). Son grand-père meurt en Kartik 1871 B.S. Ujir est hindou.
Ujir se rend pendant 20 jours de Katmandou à Palpa et devient gouverneur de la province de Palpa en Mangshir (en) 1871 B.S. à l'âge de 19 ans.
Ujir est d'abord colonel dans l'Armée népalaise. Durant la guerre anglo-népalaise, il déploie 1 200 soldats pour défendre Jit Gadhi, Nuwakot Gadhi et Kathe Gadhi. Il est connu pour sa bonne gestion des équipes, du matériel et des ressources naturelles, ainsi que pour sa connaissance fine des tactiques militaire en montagne. L'avancée britannique vers Jit Gadhi débute le 22 Poush 1871 B.S. (janvier 1814). Mais traversant la Tinau (en), les troupes d'Ujir ouvrent le feu et font reculer les Britanniques. Au même moment, les Britanniques battent en retraite à Tansen Bazaar et perdent 300 hommes, tandis que 70 Népalais sont tués.
Unir meurt à l'âge de 29 ans le 20 Mangsir (en) 1881 (B.S.).